# Mistshenkoana belokobylskiji
Mistshenkoana belokobylskiji är en insektsart som beskrevs av Andrej Vasiljevitj Gorochov 1992. Mistshenkoana belokobylskiji ingår i släktet Mistshenkoana och familjen syrsor. Inga underarter finns listade i Catalogue of Life.